# Hermannia pulchella
Hermannia pulchella is een mijtensoort uit de familie van de Hermanniidae. De wetenschappelijke naam van de soort is voor het eerst geldig gepubliceerd in 1952 door Willmann.